# Ізольована нейтраль
Ізольо́вана нейтра́ль — нейтраль генератора або трансформатора, не приєднана до заземлювального пристрою або приєднана до нього через прилади сигналізації, вимірювання, захисту, заземлювальні дугогасні реактори і подібні до них пристрої, що мають великий електричний опір.
Опір заземлювального пристрою R, Ом, який використовують для захисного заземлення відкритих провідних частин в електроустановках з ізольованою нейтраллю, у разі одиничного замикання струмовідної частини на заземлену, має відповідати умові:
R ≤ Uд/I, де
- Uд — допустима напруга дотику, значення якої в приміщеннях без підвищеної небезпеки приймають для електроустановок змінного струму — 50 В, а для постійного — 120 В
- І — повний струм замикання на землю (на заземлену провідну частину), А.

Виконання зазначеної умови можна не перевіряти, якщо опір заземлювального пристрою R не перевищує:
- 4 Ом в електроустановках змінного струму в разі потужності джерела живлення більше ніж 100 кВА;
- 10 Ом в електроустановках змінного струму в разі потужності джерела живлення або сумарної потужності паралельно працюючих джерел живлення до 100 кВА і у всіх електроустановках постійного струму.